# Liste der Kulturdenkmäler in Wendelsheim
In der Liste der Kulturdenkmäler in Wendelsheim sind alle Kulturdenkmäler der rheinland-pfälzischen Ortsgemeinde Wendelsheim aufgeführt. Grundlage ist die Denkmalliste des Landes Rheinland-Pfalz (Stand: 25. März 2025).

## Denkmalzonen
| Bezeichnung                    | Lage                                  | Baujahr                | Beschreibung | Bild            |
| ------------------------------ | ------------------------------------- | ---------------------- | --- | --------------- |
| Denkmalzone Jüdischer Friedhof | Am Judenpfad Lage                     | 1828                   | neun Grabsteine, 1828 bis 1928 | BW              |
| Denkmalzone Unterwendelsheim   | Unterwendelsheim 35–45 und 62–68 Lage | ab dem 17. Jahrhundert | kennzeichnendes Straßenbild östlich des Schlosses mit Fachwerk- und Massivbauten des 16. bis 19. Jahrhunderts einschließlich des Rathauses | Fotos hochladen |

## Einzeldenkmäler
| Bezeichnung                  | Lage                                                    | Baujahr                            | Beschreibung | Bild                           |
| ---------------------------- | ------------------------------------------------------- | ---------------------------------- | --- | ------------------------------ |
| Wasserbehälter               | Am alten Wasserhaus Lage                                | 1900                               | Typenbau, Sandsteinquader, bezeichnet 1900 | BW                             |
| Evangelisches Pfarrhaus      | Donastraße 15 Lage                                      | 1716                               | Putzbau mit Giebelfachwerk, 1716 oder 1727, 1828 überformt | Fotos hochladen                |
| Evangelische Pfarrkirche     | Donastraße 17 Lage                                      | zweite Hälfte des 12. Jahrhunderts | ehemals St. Martin; romanisches Turmerdgeschoss, wohl aus der zweiten Hälfte des 12. Jahrhunderts, frühklassizistischer Saal und Turmobergeschosse, 1783–86; Friedhofsbefestigung mit ehemaligem Wehrturm; ehemaliges Beinhaus; Grabsteine des 19. Jahrhunderts | weitere Bilder Fotos hochladen |
| Hofanlage                    | Donastraße 18 Lage                                      | 1744                               | Dreiseithof; eingeschossiges Wohnhaus, Fachwerkgiebel, bezeichnet 1744 | BW                             |
| Bürgerhaus                   | Neugasse 3 Lage                                         | 1903                               | ehemalige Schule; spätgründerzeitlicher Sandsteinquaderbau, bezeichnet 1903 | BW                             |
| Wohnhaus                     | Oberwendelsheim 1 Lage                                  | 1872                               | spätklassizistischer Putzbau, 1872 | Fotos hochladen                |
| Wohnhaus                     | Schlossgasse 3 Lage                                     | um 1760/70                         | spätbarocker abgewalmter Mansarddachbau, um 1760/70, Hofarchitekt J. L. Reichel (?) | Fotos hochladen                |
| Wohnhaus                     | Unterwendelsheim 37 Lage                                | Mitte des 19. Jahrhunderts         | Wohnhaus, Mitte des 19. Jahrhunderts | BW                             |
| Wohnhaus                     | Unterwendelsheim 39 Lage                                | erste Hälfte des 18. Jahrhunderts  | barockes Fachwerkhaus, erste Hälfte des 18. Jahrhunderts, Umbau im 19. Jahrhundert | BW                             |
| Wohnhaus                     | Unterwendelsheim 43 Lage                                | 1747                               | barockes Fachwerkhaus, teilweise massiv, bezeichnet 1747 | BW                             |
| Wohnhaus                     | Unterwendelsheim 45 Lage                                | 1753                               | spätbarockes Fachwerkhaus, teilweise massiv, Krüppelwalm, bezeichnet 1753 | BW                             |
| Rathaus                      | Unterwendelsheim 64 Lage                                | um 1760                            | barocker Mansardwalmdachbau mit offener Erdgeschosshalle, gegen 1760, Hofarchitekt J. L. Reichel (?); Gedenktafel, Gusseisen, 1848 | BW                             |
| Wohnhaus                     | Unterwendelsheim 68 Lage                                | 1563                               | ehemaliges Wohnhaus, im Kern spätgotisch, bezeichnet 1563, 1610 aufgestockt | BW                             |
| Kriegerdenkmal               | Unterwendelsheim, bei Nr. 68 Lage                       | um 1900                            | Kriegerdenkmal 1870/71, Granit, um 1900 | BW                             |
| Schloss der Fürsten von Salm | Unterwendelsheim 70 Lage                                | 1783                               | Vierflügelanlage, bezeichnet 1783; spätbarocker abgewalmter Mansarddachbau; Gewölbestall, Mitte des 19. Jahrhunderts; ehemaliger Schlossgarten | weitere Bilder Fotos hochladen |
| Kriegerdenkmal               | Wonsheimer Straße, auf dem Friedhof Lage                | 1920er Jahre                       | Kriegerdenkmal 1914/18, neuklassizistische Toranlage, 1920er Jahre | BW                             |
| Weinbergshaus                | nördlich des Ortes; Flur Am Hinkelstein Lage            | um 1860                            | neugotischer Weinbergsturm, Windschutzmauern, um 1860 | weitere Bilder Fotos hochladen |
| Weinbergshaus                | nördlich des Ortes und östlich der K 5; Flur Haide Lage | 1743                               | Weinbergshaus, barocker Kragkuppelrundbau, wohl von 1743 | BW                             |
| Rübenmühle                   | östlich des Ortes am Wiesbach (Rübenmühle 1a) Lage      | 1727                               | Dreiflügelanlage; barockes Fachwerkhaus, teilweise massiv, Mansardwalmdach, bezeichnet 1727; Wiesbachbrücke, Mühlgraben; bauliche Gesamtanlage | BW                             |
| Hasselmühle                  | südlich des Ortes (Hasselmühle 3) Lage                  | um 1900                            | Vierseithof mit Bruchsteinbauten, um 1900, Zufahrt, Wiesbachbrücke, Mühlgraben und Garten; bauliche Gesamtanlage | BW                             |
| Schweizerhaus                | südlich des Ortes; Flur Teufelsrutsch Lage              | 1886                               | eingeschossiger Backsteinbau, 1886, Architekt Högy, Mainz | BW                             |
| Weinbergshaus                | westlich des Ortes; Flur Rembis Lage                    | 1763                               | Weinbergshaus, barocker Kragkuppelbau, bezeichnet 1763 | BW                             |

## Ehemalige Kulturdenkmäler
| Bezeichnung | Lage                    | Baujahr         | Beschreibung | Bild |
| ----------- | ----------------------- | --------------- | --- | ---- |
| Wohnhaus    | Oberwendelsheim 25 Lage | 1631            | Krüppelwalmdachbau, bezeichnet 1631, heutiges Erscheinungsbild aus dem 19. Jahrhundert; aus Denkmalliste gelöscht | BW   |
| Hofanlage   | Oberwendelsheim 27 Lage | 17. Jahrhundert | Hofanlage; Krüppelwalmdachbau, wohl aus dem 17. Jahrhundert, Umbau im 19. Jahrhundert; aus Denkmalliste gelöscht  | BW   |